# توپولوژی همدوس
در توپولوژی، توپولوژی همدوس (به انگلیسی: Coherent Topology) یک توپولوژی است که به صورت منحصر به فردی توسط خانواده ای از زیرفضاها تعیین می گردد. به بیان نادقیق، یک فضای توپولوژی نسبت به خانواده ای از زیرفضاها همدوس است اگر به صورت اجتماع توپولوژیکی آن زیرفضاها باشد. همچنین برخی مواقع به چنین فضاهایی، توپولوژی ضعیف تولید شده توسط خانواده زیرفضاها نیز گفته می شود، مفهومی که کاملاً متفاوت از توپولوژی ضعیف تولید شده توسط مجموعه نگاشت ها است.